# Saint-Bauzile (Lozère)
Saint-Bauzile is een gemeente in het Franse departement Lozère (regio Occitanie) en telt 504 inwoners (1999). De plaats maakt deel uit van het arrondissement Mende.

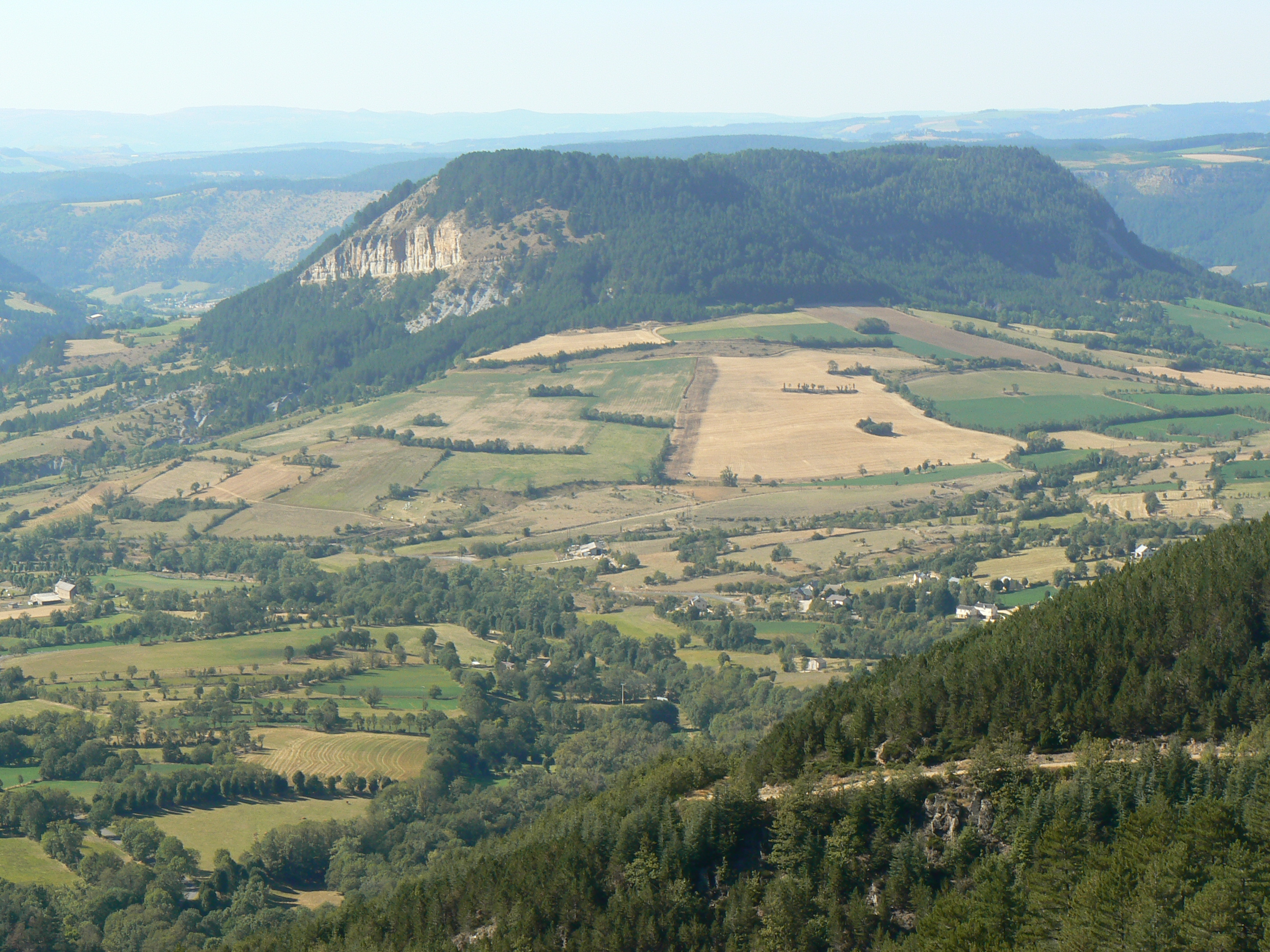
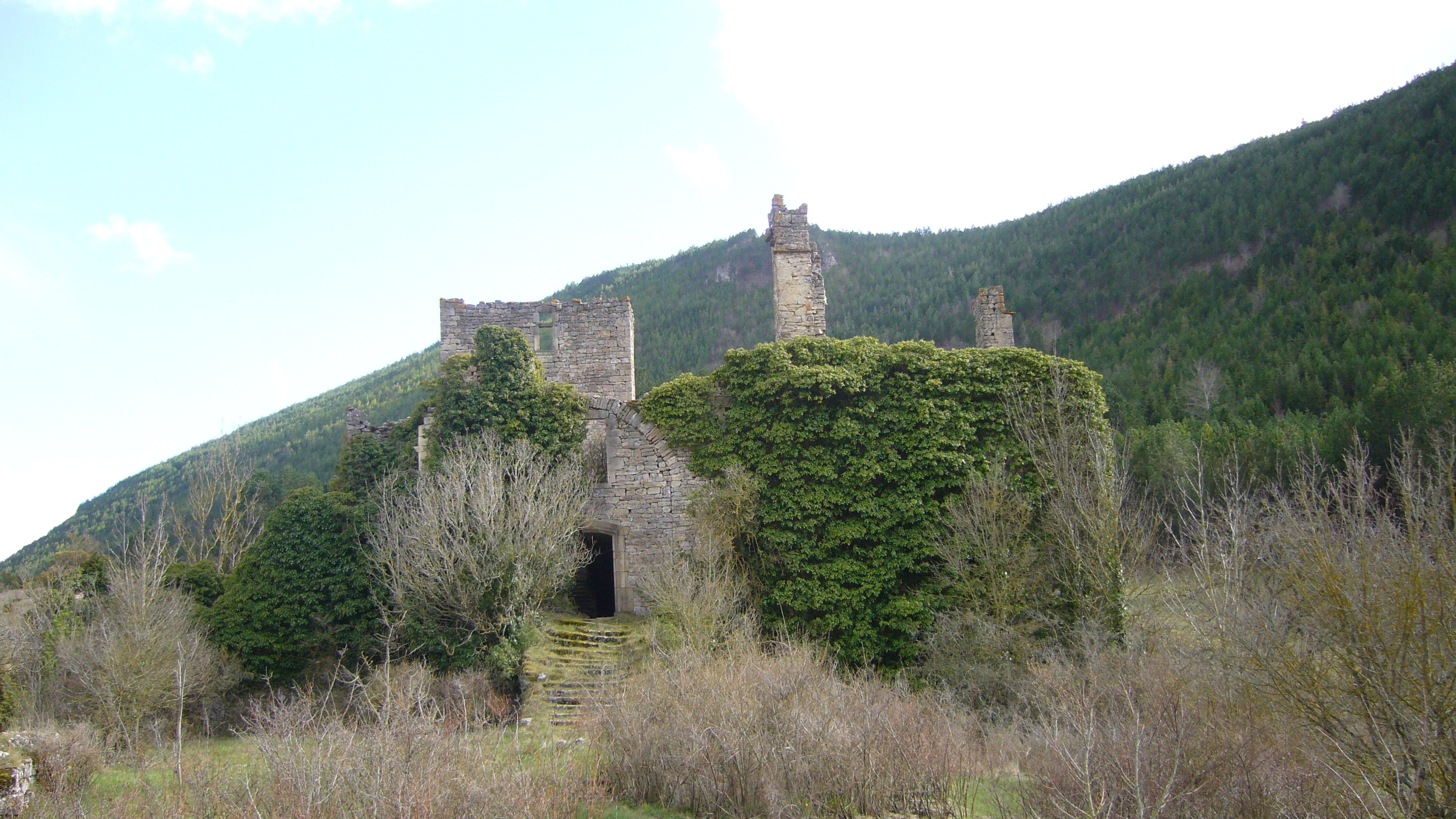
Châteaux Montialoux

## Geografie
De oppervlakte van Saint-Bauzile bedraagt 29,5 km², de bevolkingsdichtheid is 17,1 inwoners per km².
De onderstaande kaart toont de ligging van Saint-Bauzile (Lozère) met de belangrijkste infrastructuur en aangrenzende gemeenten.

## Demografie
Onderstaande figuur toont het verloop van het inwonertal (bron: INSEE-tellingen).

1. ↑  Populations de référence 2022.